# Noel Mewton-Wood
Noel Mewton-Wood, né le 20 novembre 1922 à Melbourne et mort le 5 décembre 1953, est un pianiste australien.

## Biographie
Né en Australie, il étudie au conservatoire de Melbourne jusqu'à ses quatorze ans. Il poursuit ses études à la Royal Academy of Music à Londres, puis auprès d'Artur Schnabel en Italie.
En mars 1940, il retourne à Londres pour son premier concert au Queen's Hall, où il interprète le concerto pour piano no 3 de Beethoven avec l'orchestre philharmonique de Londres sous la direction de Thomas Beecham. Il partit ensuite donner des tournées de récitals en France, en Allemagne, en Afrique du Sud, en Pologne, en Turquie, et en Australie.
Noel Mewton-Wood était un ami proche du compositeur Benjamin Britten.
À l'âge de trente et un ans, il se suicida en buvant du cyanure d'hydrogène, apparemment parce qu'il se reprochait la mort d'un ami. Le texte d'un ami de Noel Mewton-Wood, John Amis, pour la ressortie de l'enregistrement du concerto de Bliss, révèle que Noel Mewton-Wood était homosexuel et qu'il avait succombé à la dépression après la mort de son amant.
Arthur Bliss a composé un Sonnet élégiaque pour ténor et quintette avec piano, sur un texte du poète bisexuel Cecil Day-Lewis, à la mémoire de Noel Mewton-Wood. Il fut chanté et joué pour la première fois par le ténor Peter Pears, avec Benjamin Britten au piano et le Zorian Quartet (décembre 1954). Benjamin Britten écrivit Canticle III: Still falls the rain pour le concert en mémoire de Mewton-Wood.

## Répertoire
- le Concerto pour piano no 4 de Beethoven
- le concerto pour piano no 1 de Chopin et le concerto pour piano no 2 de Chopin
- le Concerto pour piano no 1 de Tchaïkovski
- le concerto pour piano de Ferruccio Busoni
- le concerto d'Arthur Bliss
- le concerto pour piano et instruments à vent de Stravinsky
- de la musique de chambre de Paul Hindemith
- des mélodies de Michael Tippett
- le concerto pour piano no 1 de Chostakovitch
- Sonates de Weber.